# Дощ із тварин

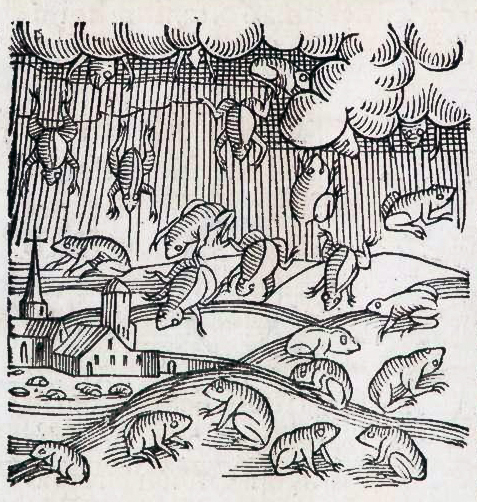
Дощ із жаб на гравюрі XVI ст.

Дощ із тварин — рідкісне метеорологічне явище, за якого групи тварин, зазвичай нелітаючих, різним чином опиняються в повітряних масах, після чого падають, коли вітер не може їх утримувати. Дощ із тварин украй рідкісний, проте завдяки незвичайності згадки про нього відомі впродовж майже всієї історії. Переважно явище пояснюється підхопленням тварин сильним вітром чи затягуванням їх у смерчі з наступним перенесенням на певну відстань і ослабленням вітру, внаслідок чого тварини падають.

## Опис явища
Найчастіше фіксуються дощі з риб, жаб, змій, хоча описані випадки і дощу з птахів або кажанів та більше екзотичні, наприклад, з медуз. Невеликі тварини можуть переживати падіння, тоді як крупні розбиваються або їх розриває на шматки ще в повітрі. Часом тварини падають обморожені або замерзлі в шматках льоду. Більшість випадків дощу з тварин спостерігаються після штормів і смерчів у хмарну погоду. Відстань від місця підхоплення тварин і до їх випадіння складає кілька кілометрів. Однак відомі й численні випадки, коли дощ із тварин випадав за ясної та безвітряної погоди — отже, тварини були перенесені вітром на значні відстані. Дощ із тварин фіксується в середньому раз на два роки по світу.

## Пояснення

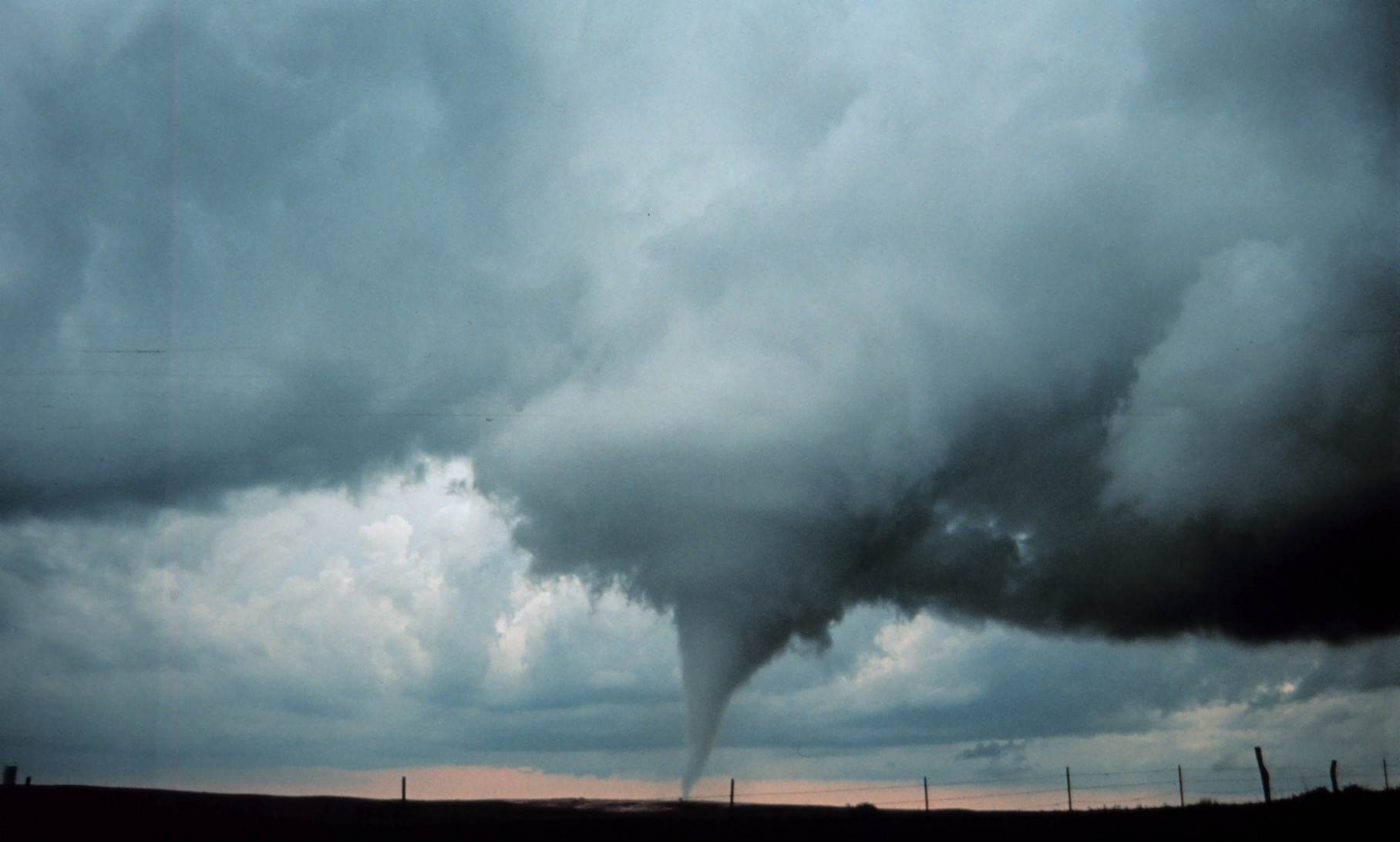
Смерчі є частою причиною дощів із тварин

Основним поясненням походження дощів із тварин є затягування груп порівняно невеликих істот до смерчів або повітряних вихорів, які формуються над водоймами. В повітрі відбувається розподіл втягнутих об'єктів за вагою. Важкі випадають майже одразу, тоді як легкі (водяні краплі, комахи) вітер утримує достатньо довго, щоб рознести їх на значні відстані та зробити їх випадіння малопомітним. Об'єкти ж середньої ваги, якими виявляються тварини на кшталт риб, лишаються в повітрі достатньо довго, щоб пролетіти кілька кілометрів, лишаючись при цьому в досить обмеженому об'ємі. Коли вітер слабшає, вони випадають у вигляді дощу над невеликою територією. Цим пояснюється зокрема й те, що дощ із тварин переважно складається з істот одного виду та ваги й розмірів.

## Зафіксовані випадки
Про випадки падіння з неба риб і жаб згадував ще Пліній Старший. Афіней зазначав про дощ із риби, що стався в Херсонесі. Американський колекціонер незвичайних фактів Чарлз Форт зібрав десятки повідомлень про дощі з тварин, що з'являлись у пресі XIX — першої чверті ХХ століть. Деякі з найбільш достовірних випадків:

### Рибні дощі
- Поблизу Ротема, Англія, 1666.
- Поблизу Абердара, Південний Уельс, 11 лютого 1859.
- Сингапур, 1861.
- Сандерленд, Англія, 24 серпня 1918.[1]
- Найтон, Уельс, 18 серпня 2004.[4]
- Штат Келара, Індія, 12 лютого 2008.[5]
- Діре Дава, Ефіопія, 20 січня 2016.[6]

### Дощі з жаб
- Поблизу Тулузи, 1804.
- Ейкл, Норфолк, 1863.
- Поблизу Бермінгема, Англія, 30 липня 1882.
- Шалон-сюр-Сон, Франція, 3-5 вересня 1922.
- Бермінгем, Англія, 1954.
- Село Бріноль, Франція, 23 вересня 1973.[1]
- Префектура Ішікава, Японія, кількаразово в червні 2009.[7]

### Інші тварини
- Мемфіс, США, 15 січня 1877 — дощ зі змій.
- Поблизу Бергена, Норвегія, 1878 — дощ із мишей.[1]
- Баз, Англія, 1894 — дощ із медуз.[8]
- Батон-Ружа, США, 1896 — дощ з різних мертвих птахів.
- Сент-Мері, США, січень 1969 — дощ із качок.[1]
- Ціндао, Китай, 13 червня 2018 — дощ із різних морських істот (молюсків, голкошкірих, ракоподібних тощо).[9]

## Інтернет-ресурси
- Strange Rains на сайті National Geographic [Архівовано 1 жовтня 2019 у Wayback Machine.]
- How can it rain fish? на сайті BBC [Архівовано 1 жовтня 2019 у Wayback Machine.]